# Schloss Mahlberg

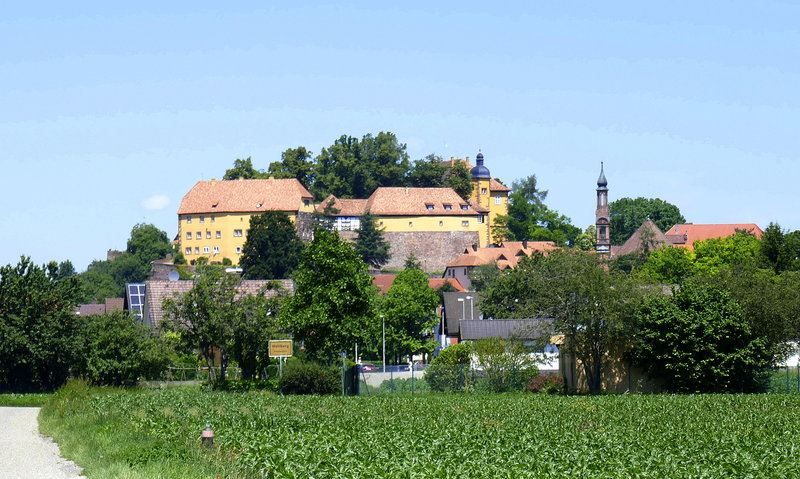
Schloss Mahlberg

Das Schloss Mahlberg, auch Burg Mahlberg genannt, ist ein Schloss in Mahlberg im Ortenaukreis in Baden-Württemberg.

## Geschichte
Die Anfänge der Burg liegen um das Jahr 1200. Auf der Burg stellte der Staufer König Friedrich II. im November 1218 unter Zeugenschaft einiger Fürsten und Grafen wie auch Heinrichs von Geroldseck und des Ministerialen Konrad von Mahlberg eine Urkunde für das Kloster Tennenbach aus. 1246 ließ der Bischof von Straßburg die Burg erobern, wohl durch Walter I. von Geroldseck. Am 28. September 1265 verkauften die Staufer, die wesentlich für den Ausbau der Burg verantwortlich waren, die Rechte an Burg und Herrschaft Mahlberg für 1000 Mark Silber an die Geroldsecker, die die Burg weiter ausbauten. Bei der Geroldseckischen Hausteilung 1277 kam sie zur unteren Herrschaft (Herrschaft Lahr-Mahlberg). 
Als die Lahr-Mahlberger Linie mit Heinrich III. von Geroldseck 1426 im Mannesstamm ausstarb, fiel das Erbe an Graf Johann I. von Moers-Saarwerden. 1442 verpfändeten die Grafen von Moers-Saarwerden die Hälfte des Lahr-Mahlberger Erbes an die Markgrafen von Baden, die schließlich 1497 ihren Teil käuflich erwarben, womit sich die Burg fortan jeweils zur Hälfte im Besitz der Markgrafen von Baden und der Grafen von Moers-Saarwerden befand. Ersteren folgten 1533 die Markgrafen von Baden-Baden, letzteren folgten 1527 die Grafen von Nassau-Saarbrücken.
Die religiösen Spannungen zwischen den katholischen Baden-Badenern und den protestantischen Nassauern führten unter Markgraf Wilhelm von Baden-Baden 1629 zur Realteilung des Kondominats Lahr-Mahlberg durch Losentscheid, wobei Mahlberg an Baden-Baden, Lahr an Nassau fiel. Ebenfalls im Dreißigjährigen Krieg bezog 1637/38 Bernhard von Weimar Quartier auf Schloss Mahlberg. Beschädigt wurde das Schloss 1641 bei der Belagerung und Einnahme durch kaiserliche Truppen unter Gilles de Haes und als der bayrische Befehlshaber Johann von Werth 1642 Teile davon zerstören ließ. 
Im wieder aufgebauten Schloss verbrachte Ludwig Wilhelm von Baden-Baden einen Teil seiner Jugendjahre. 1677 wurde es im Zuge des Holländischen Kriegs durch Truppen Ludwigs XIV. erneut zerstört und anschließend abermals aufgebaut. Nach 1813 stand das Schloss größtenteils leer, lediglich das Oberforstamt befand sich noch von 1814 bis 1832 dort. Am 16. August 1832 wurde die Versteigerung auf Abbruch durchgeführt, doch der mit 6750 Gulden Meistbietende, Freiherr Christian von Türckheim, der 1828 schon das untere Hauptgebäude erworben hatte, ließ es renovieren. Ab 1884 lebte Hans von Türckheim im Schloss.

## Anlage

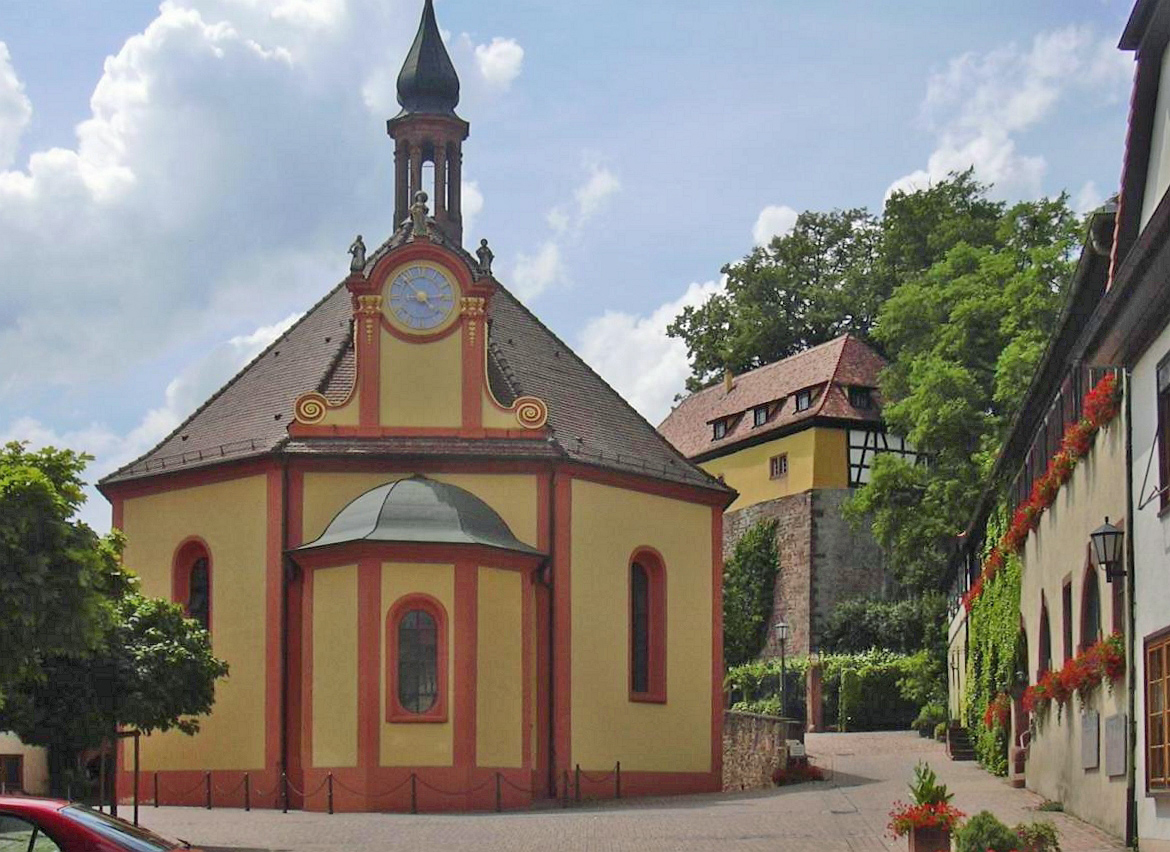
Katharinenkapelle und Schloss Mahlberg

Das Schloss befindet sich auf einem 196 m ü. NHN hohen Basaltkegel im Zentrum Mahlbergs und besteht aus je zwei Haupt- und  Nebengebäuden. Das südwestliche, tiefer gelegene, zweistöckige Hauptgebäude (ehemalige Landschreiberei) wird „Altes Schloss“ genannt, ist 40 Meter hoch und weist im Osten Buckelquadermauerwerk auf. Sein nach Norden gerichtetes Portal zeigt das Wappen Heinrichs III. von Geroldseck und das seiner Frau Ursula von Eberstein. Das nordöstliche, höher gelegene, ebenfalls zweistöckige Hauptgebäude (ehemalige Landvogtei) mit schlankem Erkerturm an der nordwestlichen und Treppenturm an der südöstlichen Schmalseite wird als „Neues Schloss“ bezeichnet. Sein Hauptportal enthält das Große Wappen der Markgrafschaft Baden-Baden und das von Nassau. Die Nebengebäude sind ein Ökonomiebau im Nordwesten und eine einstöckige Fachwerk-Remise, die auf einer hohen Futtermauer aufsitzt, im Südosten. Das Tor der Auffahrt trägt die Familienwappen von Türckheim-Hardenberg und Böhl-Türckheim. Zum Schloss gehörte außerdem die 1666 erstmals erwähnte Katharinenkapelle mit oktogonalem Grundriss, die heute die evangelische Pfarrkirche von Mahlberg ist.
Das Schloss ist nach wie vor bewohnt und nur am Tag des offenen Denkmals zu besichtigen. Seit Ende der 1980er Jahre lebte Wolfram Siebeck in einem Trakt des Schlosses.